# Переходная древняя кора
Переходная древняя кора, или периархикортекс, — это один из двух подвидов переходной коры (периаллокортекса). Другим известным подвидом переходной коры является переходная старая кора (перипалеокортекс).
Переходной древней корой называют области коры больших полушарий головного мозга млекопитающих животных, расположенные на стыке древней и новой коры. К областям переходной древней коры относятся, в частности, пресубикулум, парасубикулум, энторинальная кора, периринальная кора, ретроспленальная кора, периархикортикальная часть поясной коры и задняя часть подмозолистой области, подколенная область.
Гистологически и эмбриологически переходная древняя кора относится к аллокортексу, а точнее, к древней коре, в которой выделяют «собственно древнюю кору» («настоящую или истинную древнюю кору», архикортекс) и переходные области, то есть переходную древнюю кору (периархикортекс).
Следует заметить, что переходная древняя кора нигде не переходит непосредственно в типичную новую кору. Вместо этого, на стыке между переходной древней корой и типичной новой корой, имеется ещё одна переходная область, уже со стороны новой коры — так называемая переходная новая кора, или произокортекс. Таким образом, на стыке древней и новой коры имеются две переходные области. Одну из них, гистологически более сходную с древней корой, называют переходной древней корой, или периархикортексом. Другую, гистологически более сходную с новой корой, называют переходной новой корой, или произокортексом. Аналогичным образом устроен и переход между старой корой (палеокортексом) и новой корой. В нём также имеется две переходные области. Одну, гистологически более сходную со старой корой, называют переходной старой корой, или перипалеокортексом. Другую, гистологически более сходную с новой корой, называют переходной новой корой, или произокортексом.
Совокупность этих переходных областей, как со стороны аллокортекса, старой или древней коры (то есть областей периаллокортекса, а именно перипалеокортекса и периархикортекса), так и со стороны новой коры (то есть областей переходной новой коры, произокортекса) вместе называют промежуточной корой, или мезокортексом..